# Papa Has a Rollin’ Son
Papa Has a Rollin' Son («Папа может прокатить сыночка ») — вторая серия четырнадцатого сезона мультсериала «Гриффины». Показ состоялся 4 октября 2015 года на канале FOX.

## Сюжет
Парни в баре обсуждают предстоящий День отца. Питер вспоминает, что в лицо никогда не видел отца Джо, на что тот говорит, что он просто живёт отдельно от отца и тот не может приехать к нему на праздник. тогда парни решают устроить сюрприз своему другу: договариваются о встрече с ним. Однако Джо, узнав об этом, совсем не обрадован: его отец до сих пор не знает, что сын стал калекой. Суонсон припоминает, что в детстве его папа постоянно смеялся над инвалидами. Отменить встречу уже невозможно, и тогда Питер решает притвориться Джо.
Бад приезжает в Куахог, всё идёт по сценарию: пока сам Джо притворяется Гриффином по соседству, Питер, переодетый в Джо, весело проводит время с отцом Суонсона. Однако вскоре всё это заходит слишком далеко: Питер не хочет покидать дом Джо, решает жить с его семьей в его доме. В ярости Джо набрасывается на Питера и избивает его. Притворству положен конец: Бад узнаёт, что его сын — тот самый инвалид, над которым он недавно смеялся. Джо признаётся отцу, что никогда не понимал его шуток в адрес таких людей, да и сам Бад извиняется перед сыном, вместе они обнимаются и идут домой.
Параллельно развивается сюжетная линия Стьюи, которому в больнице ставят диагноз: он на всю жизнь останется коротышкой. Прогуливаясь по магазину одежды с Брайаном, Стьюи натыкается на коротышку Тома Круза, который объясняет ему, что быть низким очень увлекательно и весело. Вместе они проводят много времени, однако после звонка из больницы с радостной новостью о неправильности постановки диагноза Стьюи уже не хочет находиться с Томом. Но всё становится хуже, когда коротышка начинает преследовать его. Тогда вместе с Брайаном он упаковывает его в посылку, вместе они отправляют Круза на почту, где тот уже порядком поднадоел.

## Рейтинги
- Рейтинг эпизода составил 1.7 среди возрастной группы 18-49 лет.
- Серию посмотрело порядка 3.56 миллиона человек.
- Серия стала третьей в рейтинге Animation Domination на канале FOX.[1]

## Критика
Лиза Бабик из TV Fanatic присвоила эпизоду три звезды из пяти: «Большую часть времени я прокачала головой и прохлопала глазами, нежели посмеялась над этим эпизодом. И то смеялась, только когда на экране был Стьюи».